# Kotarszyn-Kolonia
Kotarszyn-Kolonia – część wsi Kotarszyn w Polsce, położona w województwie świętokrzyskim, w powiecie ostrowieckim, w gminie Waśniów.
W latach 1975—1998 Kotarszyn-Kolonia administracyjnie należała do województwa kieleckiego.